# Östra Vrams socken
Östra Vrams socken i Skåne ingick i Gärds härad, ingår sedan 1974 i Kristianstads kommun och motsvarar från 2016 Östra Vrams distrikt.
Socknens areal är 7,78 kvadratkilometer varav 7,65 land. År 2000 fanns här 262 invånare. En mindre del av tätorten Tollarp samt kyrkbyn Östra Vram med sockenkyrkan Östra Vrams kyrka ligger i socknen.

## Administrativ historik
Socknen har medeltida ursprung. 
Vid kommunreformen 1862 övergick socknens ansvar för de kyrkliga frågorna till Östra Vrams församling och för de borgerliga frågorna bildades Östra Vrams landskommun. Landskommunen uppgick 1952 i Tollarps landskommun som 1974 uppgick i Kristianstads kommun. Församlingen uppgick 2006 i Västra och Östra Vrams församling som 2022 uppgick i Tollarps församling.
1 januari 2016 inrättades distriktet Östra Vram, med samma omfattning som församlingen hade 1999/2000.  
Socknen har tillhört län, fögderier, tingslag och domsagor enligt vad som beskrivs i artikeln Gärds härad. De indelta soldaterna tillhörde Norra skånska infanteriregementet, Norra Åsbo kompani och Skånska dragonregementet, Livskvadron, Majorns kompani.

## Geografi
Östra Vrams socken ligger sydväst om Kristianstad med Vramsån i söder och sydosst. Socknen är odlad slättbygd.

## Fornlämningar
Cirka 15 boplatser och en stenkammargrav från stenåldern är funna. Från bronsåldernn finns gravhögar. Från järnåldern finns stensättningar och resta stenar.

## Namnet
Namnet skrevs 1342 Östrevram och kommer från kyrkbyn. Namnet innehåller vrå/vra, 'krok, hörn' syftande på någon terrängformation..